# Drypetis
Drypetis (* zwischen 350 und 345 v. Chr.; † 323 v. Chr.) war eine der Dynastie der Achämeniden entstammende persische Prinzessin und die Gattin von Hephaistion, eines sehr engen Freunds Alexanders des Großen.

## Leben
Drypetis war eine Tochter der Stateira und des persischen Großkönigs Dareios III. Sie hatte eine ältere Schwester, die wie ihre Mutter Stateira hieß, sowie einen Bruder namens Ochos. Nach der Schlacht bei Issos (November 333 v. Chr.) fiel Dareios’ gesamte Familie, darunter auch Drypetis, in die Hand Alexanders des Großen. Der siegreiche Makedonenkönig kam zusammen mit seinem Gefährten Hephaistion persönlich ins Zelt der gefangenen persischen Königsfamilie und versprach ihr eine ehrenvolle Behandlung. Ferner sicherte Alexander sowohl Drypetis als auch  ihrer Schwester Stateira die Bereitstellung einer größeren Mitgift für ihre künftigen Heiraten zu, als Dareios III. für sie vorgesehen hatte.
Laut dem Alexanderhistoriker Quintus Curtius Rufus sei Dareios’ Gemahlin Stateira um 331 v. Chr. in den Armen ihrer Tochter Drypetis gestorben; daraufhin habe Drypetis ihre Großmutter Sisygambis getröstet. Als das Heer des Makedonenkönigs Ende 331 v. Chr. die Stadt Susa erreicht hatte, wurde Drypetis hier zusammen mit ihrer Schwester und Großmutter zurückgelassen. Sie erhielt Unterricht zum Erlernen der griechischen Sprache. Im Juli 330 v. Chr. wurde Dareios III. von einer Adelsgruppe um den Satrapen Bessos ermordet, und Alexander trat seine Nachfolge als König des Perserreichs an.
Um verwandtschaftliche Bande mit den Achämeniden zu knüpfen, heiratete Alexander 324 v. Chr. auf der Massenhochzeit von Susa u. a. Drypetis’ Schwester Stateira. Seinem Freund Hephaistion, mit dem er sich verschwägern wollte, gab er Drypetis zur Gemahlin. Allerdings starb Hephaistion bereits im Winter 324/323 v. Chr. Nicht lange danach, im Juni 323 v. Chr., verschied auch der große Makedonenkönig in Babylon. Drypetis beklagte seinen Tod. Roxane, die erste Gattin Alexanders, ließ nun aus Eifersucht Stateira und – wie sich der antike Alexander-Biograph Plutarch ausdrückt – deren Schwester, bei der es sich um Drypetis handeln muss, ermorden und die Leichname beider Schwestern in einen Brunnen werfen, der dann zugeschüttet wurde.